# La principessa triste
La principessa triste (Princess in Love) è un film per la televisione del 1996 diretto da David Greene. Basato sul libro Princess in Love, scritto da Anna Pasternak nel 1994, il film racconta dell'amore segreto tra Lady Diana Spencer, Principessa di Galles, e il maggiore di cavalleria James Hewitt, e di come la loro relazione, parallela a quella del Principe Carlo con Camilla Parker-Bowles, abbia portato la coppia principesca alla definitiva separazione, culminata nell'agosto 1996 con un divorzio consensuale.

## Trama
Inghilterra, 1985. Lady Diana Spencer, Principessa di Galles, e il marito Charles sono sposati da 4 anni. Insieme hanno due splendidi figli, i Principini William e Harry, ma la loro vita coniugale è pressoché inesistente. Charles ha definitivamente abbandonato la moglie per ritornare dalla sua storica amante, Camilla Parker-Bowles, e Lady Diana, impossibilitata a ribellarsi alla sua posizione di “moglie di contratto”, si trova sola e disperata, vittima di una bulimia dilagante che la porta a continui e violenti sbalzi di umore.  Durante un party alla quale partecipa ancora una volta da sola, la Principessa viene presentata al maggiore di cavalleria James Hewitt, e accetta la sua proposta di alcune lezioni di equitazione, con la speranza di riuscire così a riavvicinarsi a Charles, da sempre patito di caccia e cavalli. Ma il rapporto con il marito peggiora ogni giorno: il Principe è sempre più distante, insensibile ai desideri della moglie, e l'ombra di Camilla si fa sempre più opprimente, tanto che la donna ha ormai preso il controllo di Highgrove, casa di campagna della coppia reale, arredando e spostando il mobilio a suo piacimento. Stanca della messinscena della coppia da favola a beneficio dell'immagine pubblica della Famiglia Reale, che sa ma ignora la relazione adultera di Charles, Diana cede al fascino del bel maggiore Hewitt, e i due iniziano una passionale relazione. Relazione che, parallela a quella di Charles con Camilla, porterà la coppia reale prima alla separazione e poi al divorzio, mettendo fine alla meravigliosa fiaba che 15 anni prima aveva catturato l'immaginazione del mondo intero.

## Produzione

### Cast
Julie Cox, che nel 1995 fece parte del cast del corto vincitore dell'Oscar Franz Kafka's It's a Wonderful Life, venne scelta per interpretare Lady Diana. Al suo fianco l'affascinante Christopher Villiers, reduce da parti in successi cinematografici come Il primo cavaliere e Sliding Doors, nel ruolo di James Hewitt.

### Location
Le riprese del film, costato oltre 2 milioni di dollari, sono iniziate in Inghilterra e Scozia nel maggio 1996. A Manderston House, vicino alla cittadina scozzese di Duns, sono stati girati gli interni di Kensington Palace, residenza londinese di Carlo e Diana. Nel castello di Duns, nel Berwickshire, è stata ricreata la residenza estiva della Famiglia Reale, Balmoral, mentre Gaddesden Place, una delle imponenti magioni in stile palladiano dell'Hertfordshire è diventata Highgrove, casa di campagna di Carlo.

## Distribuzione
Trasmesso negli Stati Uniti il 15 maggio 1996 sulla rete CBS, in Italia il film è stato trasmesso il 26 giugno 1997 in prima serata su Rai 2.
Nonostante il grosso investimento, il film ebbe recensioni estremamente negative da parte della critica, che lo definì “euro-spazzatura” e “il peggior prodotto televisivo del 1996”, con “la più deprimente e lagnosa Diana mai apparsa sullo schermo”. È ancora oggi considerato uno dei peggiori film mai realizzati sulla vita della Principessa di Galles, complice anche la totale dissomiglianza degli attori dai personaggi interpretati.